# Muriqui
Luiz Guilherme da Conceição Silva (ur. 16 czerwca 1986 w Muriqui) – brazylijski piłkarz grający na pozycji napastnika w katarskim klubie Al Sadd.

## Kariera klubowa
Wychowanek brazylijskiego klubu Madureira. Był wypożyczany do innych klubów takich jak CR Vasco da Gama, Paysandu SC, Iraty i Avaí FC. W 2008 wrócił do Madurai i został wypożyczony do Vitórii, gdzie wzmocnieniem dla zespołu na Brasileirão 2008. W 2009 grając już w Ituano startował w Campeonato Paulista.
14 kwietnia 2009 powrócił do Avai. Pod koniec 2009 ogłoszono jego odejście z klubu. Wkrótce potem wzmocnił Atlético Mineiro na sezon 2010.
30 czerwca 2010 Atlético-MG ogłosiło sprzedaż Muriqui do Guangzhou Evergrande. 20 lipca 2010 zaliczył debiut dla nowego klubu, strzelając cztery bramki dla swojego zespołu, który zwyciężył 10-0 w meczu z Nanjing Yoyo w drugiej rundzie Chinese Super League. Z biegiem czasu, Muriqui stał idolem najnowszej historii Guangzhou.

## Sukcesy
- Atlético-MG
  - Campeonato Mineiro: 2010
- Guangzhou Evergrande
  - Chinese Super League (2 dywizja): 2010
  - Chinese Super League: 2011, 2012
  - Chinese FA Cup: 2012

W 2011 został królem strzelców w Chinese Super League z 16 golami.